# Yves Delorme
Pour les articles homonymes, voir Delorme.
 (décembre 2015).
Si vous disposez d'ouvrages ou d'articles de référence ou si vous connaissez des sites web de qualité traitant du thème abordé ici, merci de compléter l'article en donnant les références utiles à sa vérifiabilité et en les liant à la section « Notes et références ».
Yves Delorme, né le 5 juillet 1922 à Roanne et mort le 22 novembre 2007 à Roanne, est un chef d'entreprise français.
Il a notamment fondé la marque homonyme avec Dominique Fremaux, descendant d’Ernestine Fremaux, première femme à créer un tissage de lin à Lille en 1845.

## Biographie
Après de courtes études secondaires et la Deuxième Guerre mondiale pendant laquelle il fut envoyé en Allemagne dans le cadre du STO, il intègre en 1945 l’entreprise familiale fondée en 1928, qui était spécialisée dans le tissage du linge éponge. Il développa des collections pour un produit haut de gamme et rechercha des marchés à l’exportation. 
En 1964, à la mort de son père Albert Delorme, il prit en charge la gérance de la société A. Delorme et fils. En 1967, il créa deux nouveaux sites industriels et renouvela l’ensemble de l’outil de production.
Dès 1969, il prit des accords de licences pour produire et distribuer les grands noms de la mode et de la couture comme Pierre Cardin, Givenchy, Lanvin, Cacharel et Dior.
Au début des années 1980, il rencontre Dominique Fremaux et ils décident d’unir leurs forces pour développer les licences Kenzo et Chevignon dans leur globalité : linge de lit et linge de bain. À la faveur du succès de ces projets, ils développent également les licences Christian Lacroix  linge de maison et Pierre Frey. Grâce à leurs affinités créatives Fremaux et Delorme s’allient.
Il présida le centre textile de Lyon et aussi de nombreux jurys et concours pour promouvoir la création auprès des jeunes. Il fonda l’Alliance Roannaise pour rassembler les roannais « exilés à Paris » et pour leur rappeler qu’ils devaient être les ambassadeurs du roannais. Président de la cinquième biennale textile de Roanne en 1992 il choisit pour thème « Créer pour réussir » et disait à ce propos : « L’outil n’a pas d’âme, il a tendance à asservir l’homme. Nous sommes dans un métier où il faut donner de l’émotion ».
En 1989, à la suite de la fusion de Fremaux et Delorme, il continua son action de directeur artistique en étroite collaboration avec Évelyne Julienne jusqu’en 1993. 
En 1994, représentant de l’université de la Mode dont il devint conseiller, il créa l’antenne roannaise ayant pour mission de former des jeunes dans le domaine du modélisme et du stylisme afin d’obtenir un diplôme universitaire.
Conseiller du Commerce extérieur de la France, il fut à ce titre décoré officier de l'ordre national du Mérite.

## La marque
Au début des années 1980, Yves Delorme, rencontre Dominique Fremaux et s’associe avec lui. Ensemble, ils se concentrent sur la production et la distribution de lignes de linge de maison haut de gamme pour le marché grand public.
Ils poursuivent le développement de la distribution internationale de la marque et ouvrent des filiales aux États-Unis en 1983, en Grande-Bretagne en 1989, puis en Chine en 1995. La marque Yves Delorme est aujourd’hui distribuée dans plus de 450 points de vente, dans 45 pays.
En 2001, la maison Yves Delorme devient membre du Comité Colbert qui regroupe les grands noms du luxe français et contribue par son action à la promotion de l’art de vivre à la française. 
En 2002, le groupe Fremaux devient le groupe Fremaux-Delorme, l'association des deux noms rend hommage à la maison Yves Delorme, marque phare du groupe.
Depuis 1984, Évelyne Julienne est directrice artistique de la marque.

### Boutiques
Yves Delorme a mis au point pour ses points de vente un mobilier spécifique adapté à la présentation de ses produits, mobilier qui habille tous les points de vente Yves Delorme dans le monde. Son style et son code couleur blanc intérieur acajou sont des éléments déterminants de l’identification de la marque. Il reprend en incrustation le logo du cygne.
Yves Delorme est distribué dans plus de 450 points de vente, dans 45 pays en 2013. En septembre 2012, Yves Delorme lance Silhouette, une nouvelle collection de linges de maison qui s'inspire de l'esprit New Look des années 1950.

## Décoration

### Décoration officielle
- Officier de l'ordre national du Mérite